# 欧苏瓦地区圣科隆布
欧苏瓦地区圣科隆布（法語：Sainte-Colombe-en-Auxois，法語發音：[sɛ̃t kɔlɔ̃b ɑ̃.n‿o(k)swa]；2014年12月6日以前名为圣科隆布 (Sainte-Colombe)）是法国科多尔省的一个市镇，属于蒙巴尔区。

## 地理
欧苏瓦地区圣科隆布（47°25'37"N, 4°27'28"E）面积6.29 平方千米，位于法国勃艮第-弗朗什-孔泰大區科多尔省，该省份为法国中东部省份，北起奥布省，西接涅夫勒省和约讷省，南至索恩-卢瓦尔省，东南接汝拉省，东临上索恩省，东北部与上马恩省接壤。
与欧苏瓦地区圣科隆布接壤的市镇（或旧市镇、城区）包括：马里尼勒卡韦、阿尔奈苏维托、布罗、克拉姆雷、沃洛尼。
欧苏瓦地区圣科隆布的时区为UTC+01:00、UTC+02:00（夏令时）。

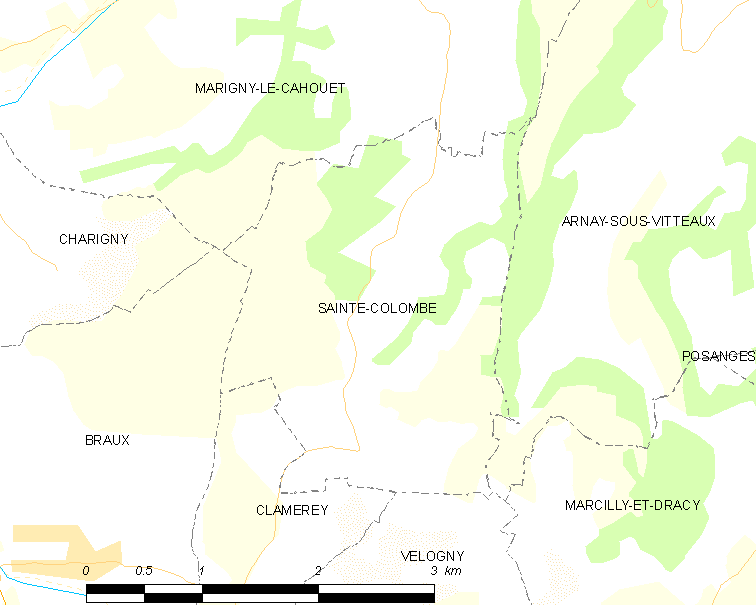
欧苏瓦地区圣科隆布的OSM定位图

## 行政
欧苏瓦地区圣科隆布的邮政编码为21350，INSEE市镇编码为21544。

## 政治
欧苏瓦地区圣科隆布所属的省级选区为欧苏瓦地区瑟米尔县。

## 人口

1962-2008年间欧苏瓦地区圣科隆布人口变化图示

欧苏瓦地区圣科隆布于2022年1月1日时的人口数量为52人。